# Другая работа для Андертейкера
«Другая работа для Андертейкера» — немой короткометражный фильм режиссёра Эдвина Стэнтона Портера. Премьера состоялась в США 15 мая 1901 года. Сохранилось до наших дней только 2 минуты.

## Сюжет
Показана спальня в отеле. На стене комнаты заметная табличка «Не гасите газ». В комнату входит деревенщина в сопровождении посыльного. Мальчик кладет сумку и зонтик мужчины (в английском деревенщин называют Rube), делает кульбит и исчезает за дверью. Затем мужлан снимает шляпу и пальто и кладет их на стол. Они немедленно исчезают. Деревенщина задувает газ. Сцена мгновенно меняется на похоронную процессию, возглавляемую катафалком мужлана, за которой следуют экипажи его деревенских друзей. Строго современная картина.

## В популярной культуре
Reuben или Rube (как и дядя Джош) был стереотипным деревенским болваном: комическим персонажем, которого часто изображали в американской поп-культуре в конце девятнадцатого и начале двадцатого веков. Он озадачен современностью. В данном случае он обращается с газовой лампой как со свечой, задувая пламя, что приводит к удушению и смерти.